# Sabinal
Sabinal é uma cidade localizada no estado norte-americano do Texas, no Condado de Uvalde.

## Demografia
Segundo o censo norte-americano de 2000, a sua população era de 1586 habitantes.
Em 2006, foi estimada uma população de 1661, um aumento de 75 (4.7%).

## Geografia
De acordo com o United States Census Bureau tem uma área de
3,1 km², dos quais 3,1 km² cobertos por terra e 0,0 km² cobertos por água.

## Localidades na vizinhança
O diagrama seguinte representa as localidades num raio de 36 km ao redor de Sabinal.